# Městský hřbitov v České Třebové
Městský hřbitov v České Třebové je hlavní městský hřbitov v České Třebové. Nachází se na východním okraji města, v ulici Hřbitovní.

## Historie

### Vznik
Hřbitov byl vystavěn roku 1905 na velkém pozemku na okraji města jako nový městský hřbitov náhradou za původní, a v té době již kapacitně nedostačující, pohřebiště u rotundy svaté Kateřiny, které bylo následně rušeno. Vstup tvoří masivní kamenná secesní brána, zbudována byla také márnice.
Podél zdí areálu je umístěna řada hrobek významných obyvatel města. Pohřbeni jsou na hřbitově i vojáci a legionáři bojující v první a druhé světové válce.

### Po roce 1945
S odchodem téměř veškerého německého obyvatelstva města v rámci odsunu Sudetských Němců z Československa ve druhé polovině 40. let 20. století zůstala řada hrobů německých rodin opuštěna a bez údržby. V pozdějších letech byl hřbitov nadále rozšiřován.
Ve druhé polovině 20. století zde bylo vystavěno též krematorium a obřadní síň.

## Osobnosti pohřbené na tomto hřbitově
- Václav Vlastimil Hausmann (1850–1903) – hudební skladatel a varhaník
- František Buříval (1868–1929) – politik a poslanec
- František Formánek (1888–1964) – sochař a letecký konstruktér
- František Preisler  (1973 – 2007) – český dirigent, operní zpěvák a varhaník
- Ludvík Shejbal (1888–1976) – železniční odborník a starosta města
- Mojmír Stránský (1924–2011) – automobilový konstruktér
- Pavel Štěpánek (lékař) (1939-2000) - český internista a pneumolog

## Fotogalerie

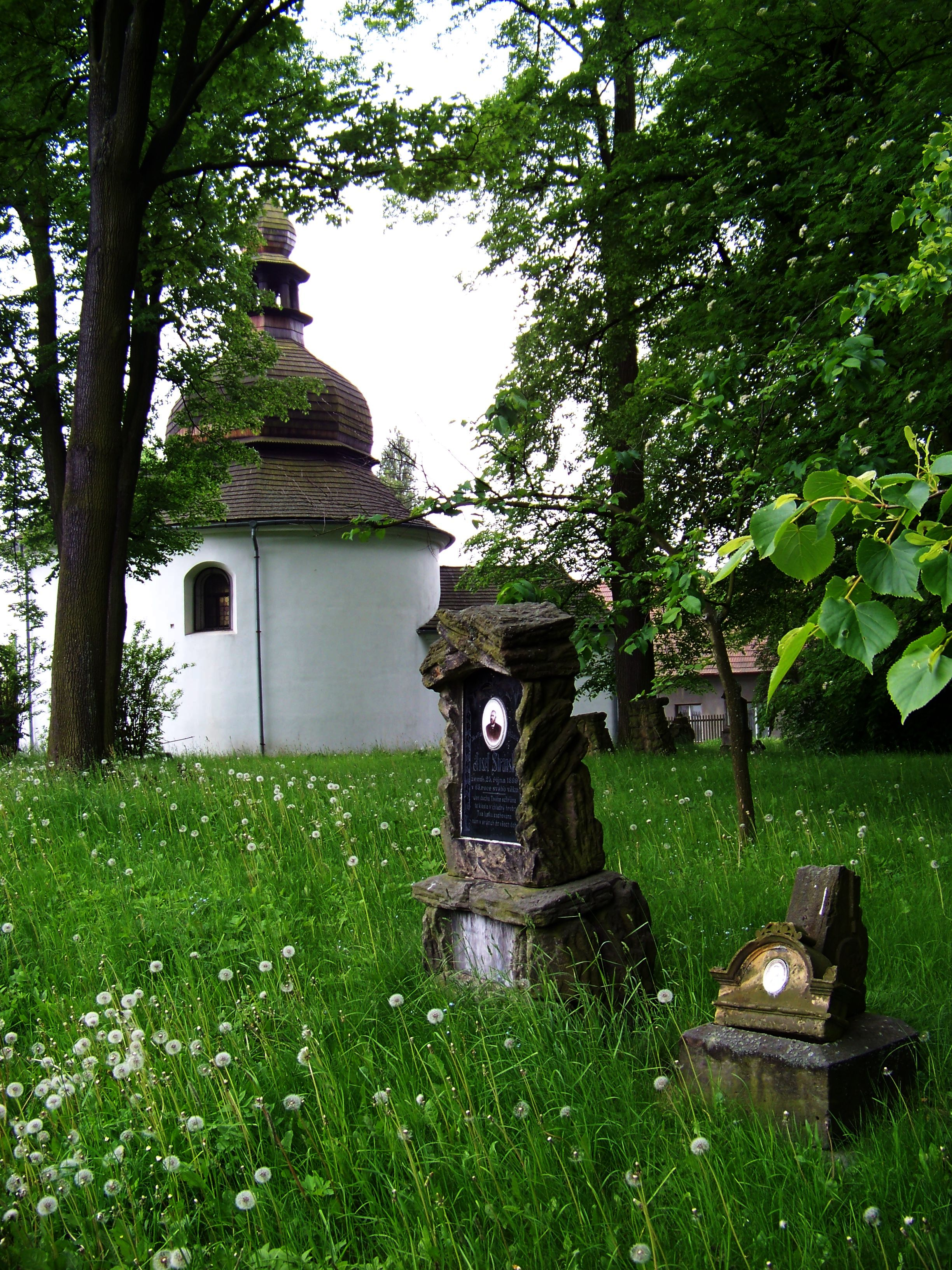
Původní městský hřbitov u rotundy svaté Kateřiny
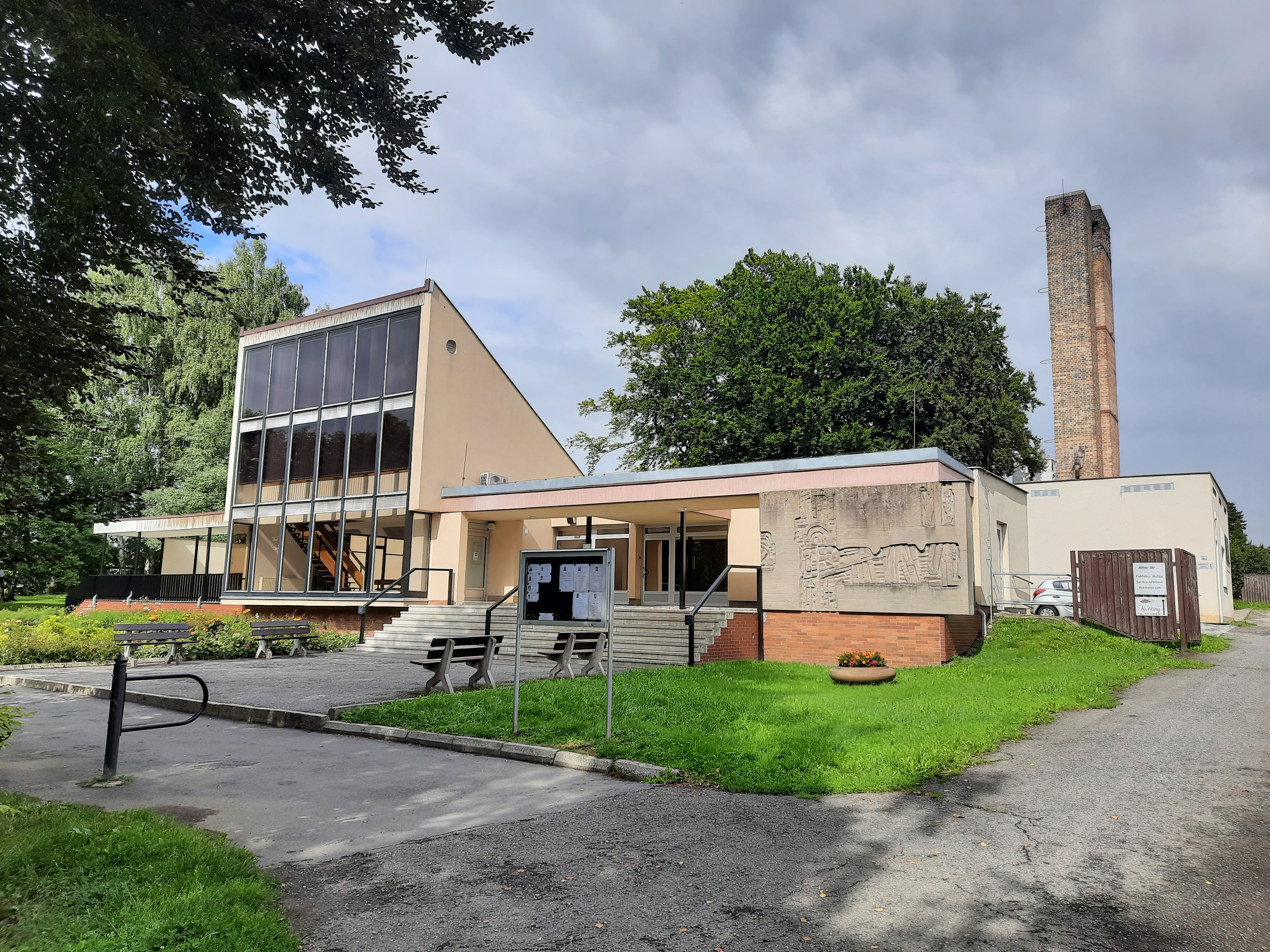
Budova obřadní síně a krematoria